# Pioneer (Ohio)
Pioneer es una villa ubicada en el condado de Williams en el estado estadounidense de Ohio. En el Censo de 2010 tenía una población de 1380 habitantes y una densidad poblacional de 255,3 personas por km².

## Geografía
Pioneer se encuentra ubicada en las coordenadas 41°40′37″N 84°33′10″O / 41.67694, -84.55278. Según la Oficina del Censo de los Estados Unidos, Pioneer tiene una superficie total de 5.41 km², de la cual 5.22 km² corresponden a tierra firme y (3.4%) 0.18 km² es agua.

## Demografía
Según el censo de 2010, había 1380 personas residiendo en Pioneer. La densidad de población era de 255,3 hab./km². De los 1380 habitantes, Pioneer estaba compuesto por el 96.3% blancos, el 0.8% eran afroamericanos, el 0.36% eran amerindios, el 0.07% eran asiáticos, el 0% eran isleños del Pacífico, el 0.72% eran de otras razas y el 1.74% pertenecían a dos o más razas. Del total de la población el 4.57% eran hispanos o latinos de cualquier raza.